# 固安県
固安県（こあん-けん）は中華人民共和国河北省廊坊市に位置する県。

## 歴史
前漢により設置された方城県を前身とする。556年（天保7年）、南北朝時代の北斉により廃止されたが、589年（開皇9年）に隋朝により固安県が設置された。1263年（中統4年）にモンゴル帝国により固安州と昇格したが、1368年（洪武元年）に明朝により固安県に戻され現在に至る。

## 行政区画
- 鎮:固安鎮、宮村鎮、柳泉鎮、牛駝鎮、馬荘鎮、東湾鎮、渠溝鎮
- 郷:彭村郷、礼譲店郷

## 出身者
- 張華 - 三国時代から西晋にかけての官僚
- 楊維聡 - 明代の官僚。科挙にて状元となった